# Възлеста тесноустна дървесна жаба
Възлестите тесноустни дървесни жаби (Cophyla milloti) са вид земноводни от семейство Тесноусти жаби (Microhylidae).
Срещат се в ограничен район в северната част на Мадагаскар.
Таксонът е описан за пръв път от френския естественик Жан Мариюс Рьоне Гибе през 1950 година.